# Yasmin Farah Hassan
Yasmin Farah Hassan, née le 22 septembre 1993, est une joueuse de tennis de table à djibouti.
À 18 ans, elle représente son pays aux Jeux olympiques d'été de 2012.
Cet événement a lieu à Excel, Londres. Elle marque les trente-deux meilleurs points de sa carrière.
Depuis que Yasmin Farah Hassan a remporté 70 matchs au tour préliminaire, qu'elle a perdu en quatre tours, elle a marqué respectivement 0, 2, 2 et 4 dans les matchs.